# Суперкубок Сингапура по футболу
Суперкубок Сингапура по футболу (также известен под названиями Чарити Шилд и Коммьюнити Шилд) —  матч между победителями S-лиги и Кубка Сингапура. При взятии одной командой оба титула матч проходит между ними и клубом, занявшим 2-е место в чемпионате.
Первый раз турнир был проведён в 2008 году. В нём «Уорриорс» победили «Хоум Юнайтед» со счётом 5:4 в серии пенальти, которая была назначена после ничьей 1:1 в основное время. 
«Тампинс Роверс» — действующие обладатели суперкубка. Они победили «Хоуган Юнайтед» со счётом 3:0.

## Результаты
| Год  | Чемпион                    | Проигравший                | Счёт                            |
| ---- | -------------------------- | -------------------------- | ------------------------------- |
| 2008 | Уорриорс                   | Хоум Юнайтед               | 1:1 (после д.в.) 5:4 в пенальти |
| 2009 | Иностранцы                 | Местные                    | 2:0                             |
| 2010 | Уорриорс АИК               | Нет (Титул был разделён)   | 1:1                             |
| 2011 | Тампинс Роверс             | Этоль                      | 2:1                             |
| 2012 | Тампинс Роверс             | Хоум Юнайтед               | 2:0                             |
| 2013 | Тампинс Роверс             | Уорриорс                   | 2:1                             |
| 2014 | Тампинс Роверс             | Хоум Юнайтед               | 1:0                             |
| 2015 | Уорриорс                   | Балестье Халса             | 1:0                             |
| 2016 | Альбирекс Ниигата Сингапур | ДПММ                       | 3:2                             |
| 2017 | Альбирекс Ниигата Сингапур | Тампинс Роверс             | 2:1                             |
| 2018 | Альбирекс Ниигата Сингапур | Тампинс Роверс             | 2:1                             |
| 2019 | Хоум Юнайтед               | Альбирекс Ниигата Сингапур | 0:0 (после д.в.) 5:4 в пенальти |
| 2020 | Тампинс Роверс             | Хоуган Юнайтед             | 3:0                             |